# C3H9NS
化学式C3H9NS（摩尔质量：91.18 g/mol）可以指：
- 2-甲硫基乙胺，CAS号：18542-42-2
- 3-巯基-1-丙胺，CAS号：462-47-5

|  | 这个同类索引页列出了具有相同分子式的化学物（即同分異構體）条目。 除非您是有意链接至本页，否则应将相应条目的内部链接指向正确的条目。 |